# Apolodoro de Selêucia
Apolodoro de Selêucia (em grego:  Ἀπολλόδωρος) (fl. c. 150 a.C.) foi um filósofo estoico, discípulo de Diógenes da Babilónia.
Escreveu uma série de obras (em grego:  εισαγωγαι) sobre o estoicismo, nomeadamente sobre Ética e Física, que são frequentemente citadas por Diógenes Laércio.
Apolodoro é famoso por descrever o Cinismo como "a via curta para a virtude", e ele terá sido o primeiro estoico depois da época de Zenão de Cítio a tentar uma sistemática reconciliação do estoicismo com o cinismo. O relato extenso do cinismo por parte de Diógenes Laércio, que é apresentado de uma perspectiva estoica, pode ser derivado de Apolodoro, e é possível que tenha sido o primeiro estoico a promover a ideia de uma linha de sucessão estoica desde Sócrates até Zenão (Sócrates - Antístenes - Diógenes de Sínope - Crates de Tebas - Zenão).
A sua obra sobre Física era bem conhecida nos tempos antigos, e o estoico Téon de Alexandria escreveu um comentário sobre a mesma no século I. É citada várias vezes por Diógenes Laércio e Estobeu apresenta a visão de Apolodoro sobre o tempo.